# 다마라양털박쥐
다마라양털박쥐(Kerivoula argentata)는 애기박쥐과에 속하는 박쥐의 일종이다. 아프리카에서 발견되는 야행성, 식충성 동물이다. 일반적으로 등 쪽 털은 적갈색을 띠며 배 쪽은 희다. 자연 서식지는 습윤 사바나 지역이지만 삼림과 해안가 숲에서도 서식하는 모습이 관찰된다. 몸무게는 보통 약 10g 정도이다. 낮은 종횡비를 갖고 있으며, 익압도 낮다.

## 특징
다마라양털박쥐는 털 끝은 희끗희끗한 은색이고 털 아랫쪽은 회색 또는 희끄무레한 색을 띠는 털이 섞인 풍부한 갈색 털을 갖고 있다. 귀는 몸에 비해 크고 뾰족하며, 끝이 둥글다. 몸무게는 보통 6~9g이고, 몸길이는 8.3~10cm, 평균 날개폭은 25cm이다. 다마라양털박쥐는 독특한 몸의 털과 마찬가지로 다리 사이에 뻗어 있는 대퇴부 사이의 비막 바깥 가장자리 털이 비교적 독특하다.

## 반향정위
다마라양털박쥐의 반향정위는 비교적 세기가 낮은 신호로 약 90~118 헤르츠의 낮은 주파수와 함께 약 2밀리초 정도 유지된다. 이러한 속성을 통해 다마라양털박쥐는 신호가 감지되기 전에 먹이 가까이 3m까지 접근할 수 있다.

## 분포 및 서식지
다마라양털박쥐의 분포 지역은 사하라 이남 아프리카 대부분 지역에 펼쳐져 있으며, 앙골라와 코트디부아르, 콩고민주공화국, 케냐, 말라위, 모잠비크, 나미비아, 세네갈, 남아프리카공화국, 에스와티니, 탄자니아, 우간다, 잠비아, 짐바브웨에서 발견된다.

## 생태
멋쟁이박쥐속의 여러 박쥐 종들과 마찬가지로 다마라양털박쥐는 되새류와 붉은가슴태양새류의 버려진 둥지를 사용한다. 일반적으로 홀로 매달려 지내지만 최대 6마리까지 무리를 형성하기도 한다.